# Alfons Małecki
Alfons Małecki (ur. 13 grudnia 1911 w Recklinghausen, zm. 18 marca 1993 we Wrocławiu) – polski lekkoatleta, sprinter i wieloboista.

## Kariera
Startował zarówno przed, jak i po II wojnie światowej. Był mistrzem Polski w sztafecie 4 × 100 metrów i w sztafecie 4 × 400 metrów w 1935 oraz w pięcioboju i dziesięcioboju w 1949, a także brązowym medalistą w pięcioboju w 1950, a także brązowym medalistą w sztafecie 3 × 1000 metrów w 1949 oraz w sztafecie szwedzkiej w 1950. Był również halowym wicemistrzem Polski skoku o tyczce w 1948 oraz brązowym medalistą w skoku w dal w 1939 i w biegu na 60 metrów przez płotki w 1949.
Rekordy życiowe:
| Konkurencja        | Data i miejsce               | Wynik    |
| ------------------ | ---------------------------- | -------- |
| bieg na 100 metrów | 11 września 1938, Krotoszyn  | 11,0 s   |
| bieg na 200 metrów | 1 czerwca 1936, Warszawa     | 23,3 s   |
| pięciobój          | 6 sierpnia 1949, Wrocław     | 2814 pkt |
| dziesięciobój      | 16 października 1949, Lublin | 5730 pkt |

Był zawodnikiem Warty Poznań (1931-1937), Betki Krotoszyn (1938-1939),  WTW Krotoszyn (1939), Pafawagu Wrocław (1947), Społem Wrocław (1948) i Spójni Wrocław (1949-1950). Ukończył Szkołę Handlową w 1930. Był później trenerem i sędzią międzynarodowym lekkoatletyki.